# Carlos Cadona
6025 właśc. Carlos Cadona – amerykański perkusista i gitarzysta. 6025 był jednym z założycieli Dead Kennedys. Zaczynał z nimi jako perkusista. Można go usłyszeć na ich pierwszym demo z 1978 roku. Kiedy zespół znalazł lepszego perkusistę (Teda) 6025 został drugim gitarzystą obok East Bay Raya.
Jest autorem siedmiu piosenek: Ill in the Head i Forward to Death z albumu Fresh Fruit for Rotting Vegetables, Short Songs, Gaslight i Straight A's, które ukazały się na płycie Live at the Deaf Club, Mutions of Today, która znajduje się na The 1978 Demos oraz Religious Vomit, z albumu In God We Trust, Inc..
Odszedł z zespołu w marcu 1979 roku jeszcze przed jakimikolwiek nagraniami studyjnymi, ale został zaproszony w roli gościa jako drugi gitarzysta podczas nagrywania utworu Ill in the Head. Oprócz wspomnianego dema można go także usłyszeć na koncertowej płycie Live at the Deaf Club jako gitarzystę.
Po opuszczeniu Dead Kennedys, 6025 grał krótko w The Residents, ale został tam zastąpiony przez Philipa "Snakefinger" Lithmana. Później wycofał się z życia muzycznego.